# GUITARFREAKS
GUITARFREAKS es la primera entrega de GuitarFreaks & DrumMania. Se estrenó primero para arcade en febrero de 1999 empezando con 12 canciones y en julio del mismo año, salió su versión para PlayStation con un total de 18 canciones, tres de ellas de su sucesor GUITARFREAKS 2ndMIX. El juego consiste en tocar las notas que aparecen desde la parte inferior de la pantalla cuando llegan a los marcadores de cada color, los cuales son rojo, verde y azul. En esta entrega, Mutsuhiko Izumi, Toshio Sakurai, Jimmy Weckl, y Atsuki hacen su primer debut.

## Jugabilidad
Cada nota, al llegar a su respectivo marcador, debe previamente ser presionado y tocarla con la palanca (pick lever) ya sea hacia arriba o hacia abajo para aumentar la barra de energía. También aparecerá una nota en forma de guitarra, la cual deberá ser ejecutada haciendo "wailing" cuando llegue a su respectivo marcador. Dicha barra tiene un límite señalado de color rojo, el cual debe estar mínimamente rellenado, para pasar al siguiente stage. Si al final de la canción no se consigue el nivel de la barra de energía considerable, se dará por terminado el juego.
Al final de cada canción completada, se mostrará una tabla de resultados, el cual indica la precisión del jugador mostrando los Cool, Good y Miss y obtendrá una calificación representada como letra, que va del mejor a peor (S, A, B, C y D).
El modo versus estará disponible antes que comenzar un set, y si un jugador ya inició una partida en solitario, otro jugador puede entrar a la ronda insertando monedas en su propia ranura y presionando el botón rectangular en el momento de seleccionar una canción.

## Modo de juego
- Practice: Es el tutorial del videojuego. En este modo se aprende a tocar las notas, mover el pick lever correctamente y a realizar Wailing (mover el cuello de la guitarra hacia arriba). Luego de completar esta sección, se pasa al tocar la canción CUTIE PIE, con un nivel de dificultad bastante simple y diferente al por defecto.
- Normal: Es el modo común del juego. Solo contiene canciones con dificultad fácil/media. Disponible tres stages por cada ronda.
- Expert: Siendo el modo más difícil, contiene las canciones más difíciles de todo el repertorio. Tres stages por cada ronda.